# 夸克新星
夸克新星是一種假設的超新星，當中子星發生自發性的塌縮變可能成為夸克星。夸克新星的概念是Rachid Ouyed博士 (加拿大卡爾佳里大學) 和兩位戴博士 (印度加爾各答大學) 在各種不同的出版品中提出的。
當中子星的轉速降低時，通過一種稱為夸克禁閉的程序，他會轉換成夸克星。經過這個過程，恆星的內部將形成夸克物質。這個過程將釋放出大量的能量，或許能解釋宇宙中最高的能量爆炸，粗略的計算估計可以有高達1047焦耳的能量，可能會從中子星內部的轉換釋放出來。夸克新星可能是伽瑪射線暴的成因之一，依據Jaikumar 等，它們可能也參與形成白金等重元素的r-程序的核合成。
質量介於1.5和1.8太陽質量之間快速自轉的中子星是理論上能夠在哈伯時間內自轉減速轉變的最佳候選者。這種質量的中子星僅佔總數的一小部分，在這個基礎上保守的估計指出，在可觀測宇宙中每一天可能會出現兩顆夸克新星。
理論上，夸克星是電波寧靜的，因此電波寧靜中子星可能就是夸克星。
夸克新星的直接證據很貧乏，然而，最近觀測到的超新星SN 2006gy、SN 2005gj和SN 2005ap指出它們可能存在。

## 外部連結
- Quark Stars Could Produce Biggest Bang（页面存档备份，存于） (SpaceDaily) Jun 7, 2006
- Meissner Effect in Quark Stars (University of Calgary)